# La madre de Frankenstein
La madre de Frankenstein es una novela contemporánea contextualizada en la posguerra española. Está escrita por Almudena Grandes y fue publicada en el año 2020, conformando la serie "Episodios de una Guerra Interminable". Se trata de la quinta entrega de esta serie sobre la Guerra Civil y el Franquismo, inspirada en los Episodios Nacionales de Benito Pérez Galdos.  La narración describe la situación de la psiquiatría en España en los años 1950, con eje central en la última etapa de la vida de Aurora Rodríguez Carballeira, ingresada en el manicomio de Ciempozuelos. Aurora Rodríguez Carballeira fue conocida en los años 1930 por haber asesinado a su hija prodigio Hildegart Rodríguez Carballeira, cuando percibió que perdía el control sobre ella y se sintió fracasar en la educación de la joven como "modelo de mujer del futuro".
En esta novela, Almudena Grandes intercala hechos históricos con relatos de personajes ficticios, mostrando así un reflejo de la sociedad española de la época. De hecho, hay un total de 117 personajes en la novela, de los cuales siete son reales, incluyendo a Antonio Vallejo Najera y López Ibor, dos estandartes de la psiquiatría en la dictadura de Franco, así como la propia Aurora Rodríguez Carballeira. En palabras de la autora, "este libro, la represión tiene que ver con la vida cotidiana, no con grandes derramamientos de sangre ni con persecuciones policiales."

## Argumento
Se trata de una historia contada a tres voces, con punto de partida en la llegada del doctor Germán Velázquez a España para poner en práctica un tratamiento experimental para la esquizofrenia, la clorpromazina, en el sanatorio mental de Ciempozuelos. Germán Velázquez, uno de los tres protagonistas, es un psiquiatra de origen español afincado en Suiza, después de huir de España siendo adolescente durante la Guerra Civil debido a la implicación de su padre con la Segunda República. Cuando regresa a una España que para él es desconocida, se reencuentra con Aurora Rodríguez Carballeira, una enferma paranoica ingresada por asesinar a su hija, pero a su vez, una mujer muy culta e inteligente.  Se conocían porque el padre del doctor Velázquez, también psiquiatra, había elaborado una evaluación de la enferma días antes de su juicio (en 1933) y él había escuchado su confesión de asesinato por detrás de la puerta. En el sanatorio, conoce también a María Castejón, una  auxiliar de enfermería proveniente de una familia de trabajadores del sanatorio mental femenino de Ciempozuelos. La auxiliar de enfermería siente un vínculo muy especial por la paciente, ya que había sido Aurora Rodríguez Carballeira quien la había enseñado a escribir. Las voces de María, la de Germán y la de Aurora Rodríguez Carballeira son las que narran la historia.  
Rodríguez Carballeira era una firme defensora de las teorías eugenesistas, y consideraba a su hija Hildegart como su creación, de tal forma que cuando la joven comenzó a buscar su propia voz e independencia, después de haber estado toda su vida bajo el ala de su madre, esta la asesinó. Hildegart, al igual que Aurora, era superdotada, sin embargo, siempre había estado sobreprotegida. A raíz de su influencia en la sociedad, comenzó a cartearse con personalidades muy influyentes de la época como el británico H.G. Wells, quien había manifestado su intención de llevársela a Inglaterra como secretaria y que ahí desarrollase su potencial. Numerosas teorías sugieren que este fue el detonante de que su madre, con la que mantenía ya una relación muy deteriorada y sufría de paranoia, la asesinase.
Esta novela, basada en los dos últimos años de vida de Aurora Rodríguez Carballeira (1954-1956) retrata la España de la posguerra y la situación de la psiquiatría española en esa época. Con esa realidad, choca Germán Velázquez, proveniente de un régimen mucho más abierto, tiene que convivir con personajes muy peculiares de la historia de España, como el psiquiatra Vallejo Nájera, el "menguele español". También era eugenesista, pero a diferencia de los teóricos alemanes, como buen católico, no creía en la esterilización. Para él, existía un "gen rojo", al que estaba ligado la "imbecilidad" y la "debilidad mental". Para extirparlo de la mente de los niños, y conservar así la raza hispana, había que separarlos de sus padres cuando eran bebés, fusilando a los padres y educando a los hijos en los valores del Movimiento Nacional. También tiene que convivir con  López Ibor, que fue conocido por sus métodos para "curar" la homosexualidad con tratamientos mediante eletroshocks o lobotomías.

## Personajes
- Germán Velázquez : Personaje ficticio. Su figura está inspirada en Carlos Castilla del Pino.[7]  El personaje de la novela es un psiquiatra de origen español exiliado en Suiza debido a la vinculación de su padre, también psiquiatra, a la Segunda República. Regresa a una España "que él reconoce, pero España no le reconoce a él", un país impregnado de los valores del nacionalcatolicismo, donde "el pecado era delito y era peor el pecado que el delito".  La razón de su vuelta es la puesta en práctica de un tratamiento de clorpromazina, el primer narcoléptico mitigador de los efectos de la esquizofrenia. Si bien es cierto que el tratamiento experimental del fármaco fue aproximadamente en la misma fecha que la novela, no llega a España hasta muchos años después.[4] En España se reencuentra con una antigua paciente de su padre, Aurora Rodríguez Carballeira, que había ido a la consulta para confesar el asesinato de su hija y el doctor de niño escucha tras la puerta. Desde el primer momento, siente una fascinación muy especial por esta paciente, y se esfuerza por comprender su enfermedad y hacer su vida más amena.
- María Castejón: Personaje ficticio basado en la cantante María Escarmiento. Mediante la figura de María, Almudena Grandes enarbola a la Fortunata galdosiana. Es una auxiliar de enfermería cuya vida ha estado ligada, desde su nacimiento, al sanatorio mental femenino de Ciempozuelos - es la nieta del jardinero-, y con ello, a Aurora Rodríguez Carballeira.  Entre estas dos mujeres hay un vínculo muy especial, ya que había sido la enferma paranoica (Aurora) la que había enseñado a María, a los cinco años a leer. Para María, entrar en la habitación de Aurora era llegar a un mundo nuevo. Además, es la encargada de leer en voz alta a una Aurora que ya se ha quedado ciega, además de desesperanzada. María Castejón muestra una figura muy repetida en el régimen franquista de una mujer joven que tiene que trabajar como chacha y sobre la que se propasan los señoritos porque se sienten con derecho a todo.[6][8]
- Aurora Rodríguez Carballeira: Personaje real. Pensadora, filósofa, y un estandarte del feminismo de la época. Según Almudena Grandes, tenía todas las características para ser la "mujer del futuro". Estaba diagnosticada como enferma paranoica con manías persecutorias y delirios de grandeza. Para sí misma, había nacido para mejorar la humanidad y eso sería, según ella misma, a través de su hija Hildegart. Sin embargo, cuando esta comienza a reclamar su independencia, así como a flirtear con un diputado del partido socialista en el que militaba, su madre considera que se ha pervertido, y haciendo la comparación con un escultor que rompe un boceto de su obra cuando no está satisfecho, decide asesinarla. En la novela se muestran los dos últimos años de la vida de la enferma, de 1954 a 1956, después de haber estado enclaustrada  21 años de su vida en el manicomio de Ciempozuelos, desde la Nochebuena de 1935. En el libro, se muestra a una Aurora derrotada, sin embargo, sigue manteniendo sus delirios de grandeza y creyéndose la salvadora de la raza. De hecho, la mujer durante su encierro elabora muñecos de tela intentando darles vida. Es una mujer abandonada que no le interesa a nadie, y sin embargo, ni en su peor momento se arrepiente de haber asesinado a su hija. Su forma de expresarse es a través de la música, mostrándose así una de las grandes habilidades de la paciente, ya que la paranoia no afectaba a su inteligencia.[9][10]
- Antonio Vallejo Nájera : Personaje real.  Firme defensor de la eugenesia y creador de la teoría del "gen rojo", en la que establecía que el marxismo estaba ligado a la "imbecilidad" y a la "debilidad moral", y por tanto, para postergar la raza española hacía falta extirparlo. La forma que tenía de hacerlo era primero fusilando a los progenitores y a continuación, dando el niño o la niña a una familia que los educase en los valores del Movimiento Nacional. De hecho, fue pionero en el robo de bebés que se mantuvo en España también en la democracia.[11] Además, era el director del manicomio masculino de Ciempozuelos. López Ibor y el mantenían una enemistad manifiesta, sin embargo, tenían muchas ideas en común, como el maltrato a rojos y homosexuales.

- Juan José López Ibor: Personaje real.Uno de los referentes de la psiquiatría en España durante régimen franquista. Fue conocido por someter a los homosexuales a sesiones de electroshocks y a lobotomias para "curar su enfermedad". La técnica era la siguiente: las personas a las que se aplicaba recibían descargas eléctricas ante estímulos homosexuales, que cesaban ante estímulos heterosexuales. Este tratamiento solo se aplicaba a los hombres, ya que no se consideraba que las mujeres pudieran tener una sexualidad autónoma, sin embargo, también sufrieron represión. Eran repudiadas a manicomios, como el de Ciempozuelos, donde también recibían este tipo de terapias.[12]  López Ibor y Vallejo Nájera "compartían poder pero se odiaban", y se ponían de acuerdo para marginar a profesionales que no compartían sus ideas, como Carlos Castilla del Pino, psiquiatra en el que está inspirado el doctor Germán Velázquez.[13]

- Eijo Garay: Personaje real. Fue el obispo de Madrid- Alcalá, procurador de las Cortes, Patriarca de las Indias Occidentales y Consejero Nacional de las FET y de las JONS, "como una muestra que no existía separación entre Iglesia y Estado". Su papel en la novela refleja el que realizaba en la realidad, controlando que nadie se desviara del camino del Caudillo, y de los principios del glorioso movimiento.[6]
- Eduardo Méndez: Personaje ficticio secundario. Se trata de un psiquiatra homosexual que cuando era joven, recibe el tratamiento de electroshock de López Ibor. Es amigo tanto de Maria Castejón como de Germán Velázquez y médico en el sanatorio de Ciempozuelos.[14]
- Hermana Belén: Personaje ficticio secundario. Superiora del manicomio, que durante momentos de la novela, pese a ser representante de la autoridad católica en el manicomio, muestra complicidad con el doctor Velázquez durante varios momentos de la novela. Se opone a la figura de la hermana Anselma, también superiora del manicomio y al padre Armenteros, un religioso muy afín al régimen.[7]
- Padre Armenteros: Personaje de ficción.En la novela funda los Cursillos de Cristiandad unos retiros espirituales parodiados en la novela de Juan Marsé La oscura historia de la prima Montse. Estos cursillos existieron en la realidad y surgieron durante los primeros años de la dictadura, en 1949. La homosexualidad no fue incluida en la legislación represiva hasta el año 1954, en la Reforma de Ley de vagos y maleantes. Podían ser ingresados en "instituciones especiales" y "en absoluta separación de los demás".[14][12]

## Escenario
El eje principal en el que se desarrolla la escena de la novela es el sanatorio mental de mujeres de San Juan de Dios de Ciempozuelos, a 25 kilómetros al sur de Madrid. Para la autora, el manicomio es un microcosmos que refleja la sociedad de la época; una "novela centrípeta, que va siempre hacia dentro". En ese momento, las mujeres eran "imbéciles legales" de cara al régimen; no podían abrirse una cuenta bancaria o recibir una herencia sin su padre o su marido, por ejemplo. Y las enfermas mentales eran "el margen del margen"  Sin embargo, las pacientes de los manicomios no eran solo las mujeres con enfermedades mentales, sino también las que reclamaban independencia o querían vivir libremente su sexualidad. Según cuenta Almudena Grandes al diario ABC, " había toda una tradición de maridos infieles que lograban quitarse a su mujer en el momento que daban dos gritos seguidos, enviándolas a un manicomio". En contraprestación, se encontraba el sanatorio mental de Doctor Esquerdo, donde, según refleja la novela, era el lugar "en el que se podían ocultar los homosexuales para esquivar la cárcel por ser homosexuales".

## Elaboración de la novela
Almudena Grandes conoció de la historia de Aurora Rodríguez Carballeira en el año 1989, coincidiendo con la publicación de su primera novela, Las edades de Lulú , gracias al libro del psiquiatra asturiano Guillermo Rendueles, El manuscrito encontrado en Ciempozuelos. A la escritora le llamó la atención por su título y por su imagen de portada: un muñeco de Frankenstein. Este libro era un análisis del historial clínico de Aurora Rodríguez Carballeira. Desde entonces, la autora se quedó fascinada por la mujer, "tan brillante, tan loca y tan espectacular". Según cuenta, aunque consideraba que había cometido un acto odioso, - el asesinato de su hija Hildegart- no era capaz de odiar a su autora. Definía al modelo de mujer nueva de la Segunda República totalmente eclipsada por su enfermedad mental y su crimen. Desde entonces, había intentado darle forma a esa historia, por ejemplo, con una obra de teatro, sin embargo, según contaba la propia autora, el teatro era su tarea pendiente.
Además de basarse en el manuscrito del psiquiatra asturiano, la escritora realizó una amplia labor de documentación para plasmar la personalidad de Aurora. Entre otras cosas, realizó entrevistas con psiquiatra progresista Carlos Castilla del Pino o leyó conversaciones con Aurora del periodista Eduardo de Gúzman. Además, a lo largo de la trama, se recogen numerosos sucesos  históricos, empezando por el juicio de Aurora Carballeira, que adquirió mayor relevancia en su época por el enfrentamiento de las dos Españas: el perito de la defensa era José Rodríguez Lafora, de ideología progresista y que alegaba que el acto respondía a la paranoia de Aurora, frente al de la acusación, el ideólogo del régimen franquista Vallejo Najera, que achacaba el asesinato a la depravación de una mujer que leía  mucho y libremente - y por eso era peligrosa la lectura para las mujeres-. Otras de las escenas reales que relata la novela son la caída de Ciempozuelos, en el primer día de la Batalla del Jarama (durante la Guerra Civil), la historia del Stanbrook, un barco que salió sobrecargado- de exiliados republicanos- del puerto de Alicante bajo el mando del capitán Archibald Dickinson  y la masacre de civiles que huían a pie por la carretera de Málaga a Almería.

## Adaptaciones
El Centro Dramático Nacional estrenó en septiembre de 2023, en el Teatro María Guerrero de Madrid, una adaptación teatral de la novela, dirigida por Carme Portaceli, con adaptación de Anna Maria Ricart Codina e interpretada por Blanca Portillo, Pablo Derqui, Ferran Carvajal, Macarena Sanz, José Troncoso, Jordi Collet, Belén Ponce de León, David Fernández "Fabu" y Gabriela Flores.  